# Дельта Амазонки
Дельта Амазонки (порт. Delta do Amazonas) представляет собой довольно необычное аллювиальное формирование, образованное водами Амазонки (самой полноводной реки на Земле) и реки Токантинс. Расположена в северной части Южной Америки. Непосредственно в саму дельту и окружающие её эстуарии впадают также сотни других — небольших — рек и ручьев. Ежегодно в среднем в дельту поступает 6591 км³ воды и более 1 млрд тонн твёрдых наносов. Территория дельты входит в состав бразильских штатов Пара и Амапа. Острова внутри дельты и её проток покрыты тропическим лесом.

Из-за сильных приливных течений из Атлантического океана, размывающих речные наносы, дельта Амазонки своеобразна тем, что она практически не выдвигается в Атлантический океан, а лежит в эстуарном углублении длиной 200—350 км. Приливная волна высотой до 4 м катится вверх по дельте со скоростью до 25 км/ч. Из-за этого значительная по площади дельта реки по размеру (100 тыс. км²) всё же уступает гораздо менее полноводным дельтам рек Миссисипи (150 тыс. км²) и Ганг, рукава которых активно нарастают в устьевой части по причине отсутствия сильных приливов. Впрочем, вопрос об истинных размерах дельты остается дискуссионным. Ввиду влияния притока приливных морских вод флора и фауна дельты Амазонки отличаются заметным своеобразием (морские приливы ощущаются на расстоянии до 1000 км вверх по течению реки). С другой стороны, значительный приток пресных вод в Атлантический океан привёл к образованию примыкающего к дельте с востока обширного опреснённого участка, который получил название Пресное море.
Максимальная ширина дельты Амазонки достигает 325 км, главной её составляющей выступает остров Маражо, который омывают воды проток Браганса или Рио-Макапу (на севере), Тажапуру и Рио-Пара (на юге). Другие крупные острова в дельте — Илья-Гранди-ди-Гурупа, Байлики, Куруа, Жанауку, Кавиана, Мешиана. 
Самое древнее поселение человека в дельте Амазонки возникло около 10 400 лет назад. К такому выводу пришли учёные Бернского университета, проведя радиоуглеродный анализ местных артефактов. В настоящее время в дельте расположено несколько десятков крупных и мелких поселений.